# Хан (басейн Жовтого моря)
Ха́н (кор. 漢江, 한강, МФА: [hangaŋ]) — річка на заході Корейського півострова, на північному заході Південної Кореї. Утворюється злиттям Південного Хан з початком у горах Тедок та Північного Хан з початком у горах Кимган. Протікає через Сеул і впадає в Жовте море. Довжина — 514 кілометрів, ширина в межах Сеула досягає одного кілометра. Середня витрата води 670 м³/ с. Мінімальний і максимальний стік розрізняється як 1:318. Транслітерація корейської назви топоніму — Ханган.

## Мости
Через річку перекинуто 27 мостів, більшість з яких пов'язує північну і південну частини Сеула.

## Каскад ГЕС
На річці розташовано ГЕС Uiam, ГЕС Cheongpyeong, ГЕС Пхальдан.

## Галерея

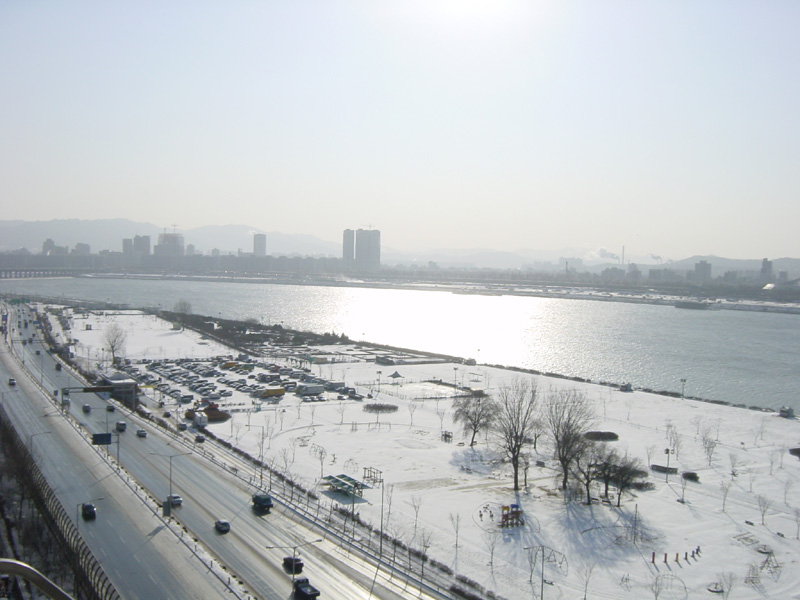
Хан взимку
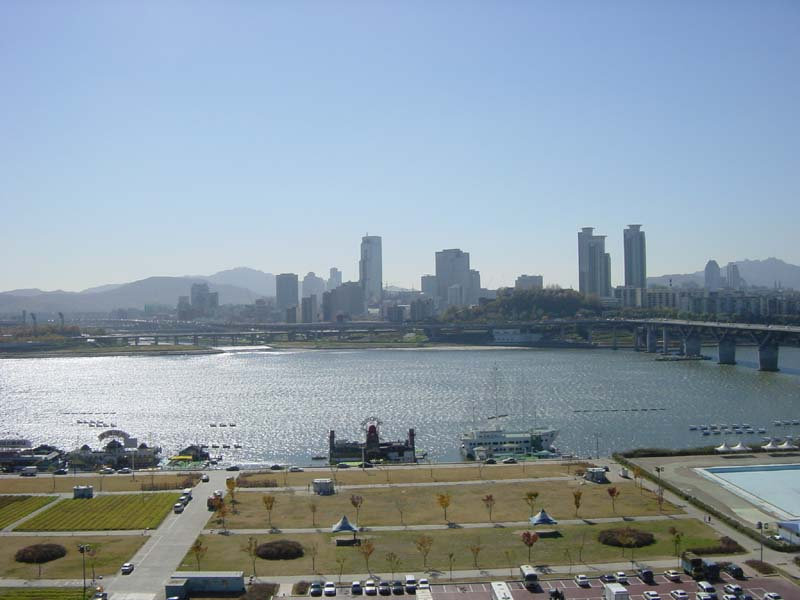
Південна течія Хан
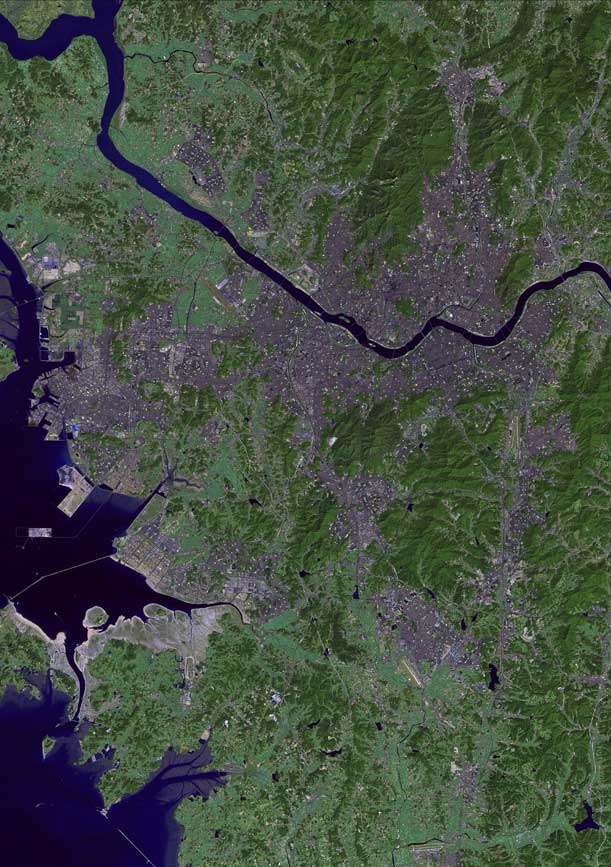
Знімок Сеула з супутника з чітко видним руслом Хан